# مارک نولدین
مارک نولدین (به انگلیسی: Mark Neveldine) (متولد ۱۱ مه ۱۹۷۳) کارگردان، تهیه‌کننده فیلم، فیلم‌نامه‌نویس و اپراتور دوربین آمریکایی است.

## فیلم‌شناسی
| سال  | عنوان                  | یادداشت                                                   |
| ---- | ---------------------- | --------------------------------------------------------- |
| ۲۰۰۶ | کرانک                  | کارگردان، فیلم‌نامه‌نویس، اپراتور دوربین                    |
| ۲۰۰۸ | آسیب‌شناسی              | تهیه‌کننده، فیلم‌نامه‌نویس، اپراتور دوربین                   |
| ۲۰۰۹ | کرانک: ولتاژ بالا      | کارگردان، مدیر اجرایی تولید، فیلم‌نامه‌نویس، اپراتور دوربین |
| ۲۰۰۹ | گیمر                   | کارگردان، مدیر اجرایی تولید، فیلم‌نامه‌نویس                 |
| ۲۰۱۰ | جونا هکس               | فیلمنامه‌نویس                                              |
| ۲۰۱۱ | گوست رایدر: روح انتقام | کارگردان و اپراتور دوربین                                 |
| ۲۰۱۵ | نوارهای واتیکان        | کارگردان و اپراتور دوربین                                 |
| ۲۰۱۶ | افسر داون              | تهیه‌کننده، بازیگر                                         |